# Apoxyria apicata
Apoxyria apicata är en tvåvingeart som beskrevs av Ignaz Rudolph Schiner 1867. Apoxyria apicata ingår i släktet Apoxyria och familjen rovflugor. Inga underarter finns listade i Catalogue of Life.